# Harry Pieper
Karl Erdmann Harry Pieper (en religion Shaku Shôgon hôshi (« le maître de la Loi Shaku Shôgon ») né le 9 mars 1907 à Berlin et mort le 19 septembre 1978 dans la même ville, est un interprète et auteur et un pratiquant bouddhiste.
Vers l'âge de dix-ans, il se convertit au bouddhisme, d'abord dans la forme du bouddhisme hīnayāna. Il se tourne ensuite vers le bouddhisme mahāyāna, d'abord sous sa forme tibétaine. Au milieu des années 1950, il découvre le Jōdo shinshū, un important courant du bouddhisme au Japon. Il devient le premier pratiquant de cette école en Europe. Bientôt ordonné bonze, il crée, en 1956, la première communauté en Europe du Jōdo-Shinshū, à Berlin, et par la suite fonde ou inspire plusieurs communautés et centres dans différentes villes européennes.

## Biographie et activité

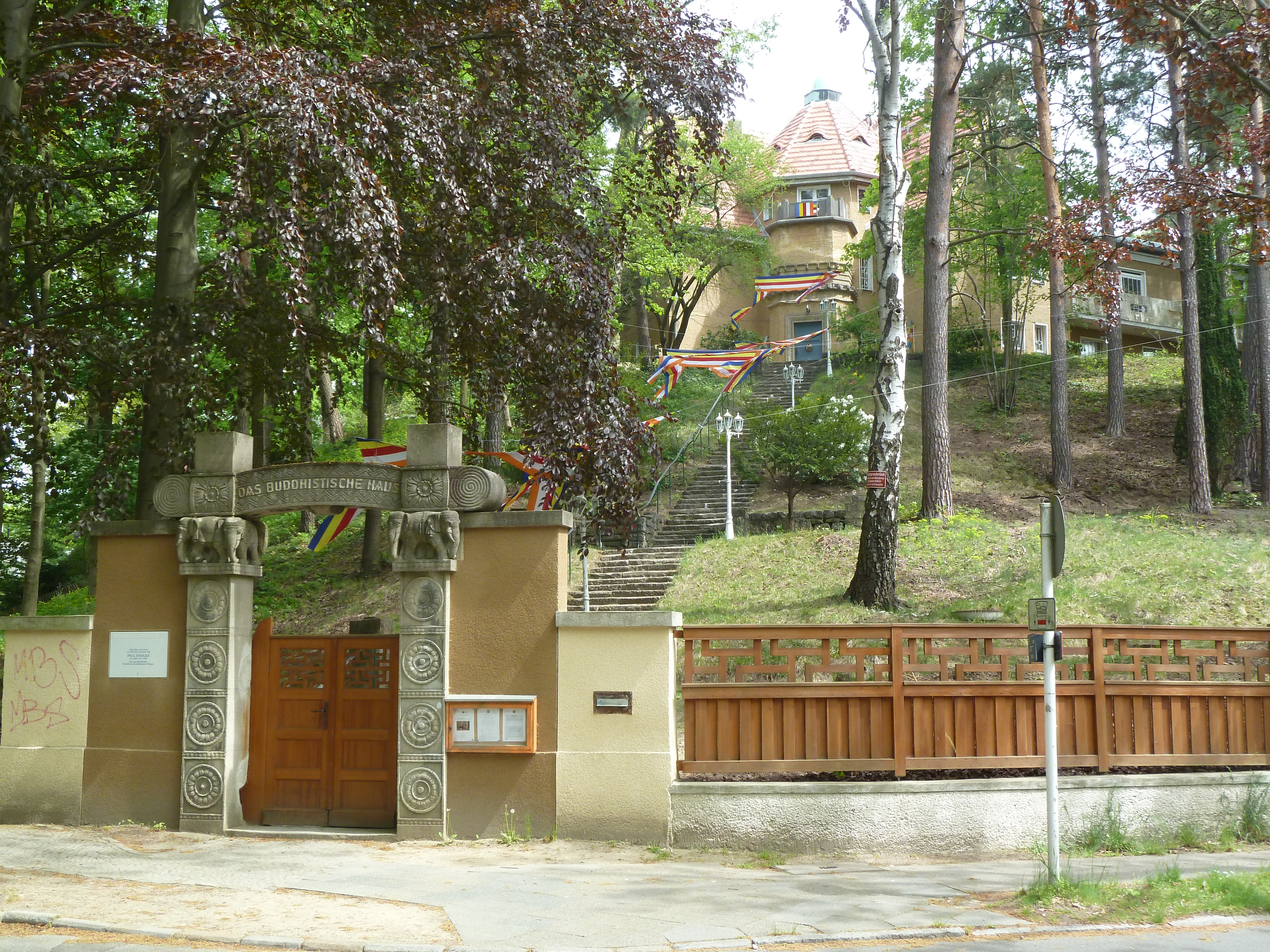
La Maison Bouddhique de Berlin.

Harry Pieper travaille comme comptable, puis comme spécialiste en brevets chez Telefunken. Vers 1925, il découvre le bouddhisme theravâda. À partir de 1930, il est responsable de Das Buddhistische Haus à Berlin-Frohnau, fondée par Paul Dahlke (de) . Il s'agit du premier temple bouddhiste theravâda d'Europe. Harry Pieper est à sa tête jusqu'en 1934, date à laquelle les nazis ferment la maison et interdirent les activités bouddhistes.
Cependant, Pieper dirige un groupe bouddhiste clandestin, et ce jusqu'à son incorporation dans la Wehrmacht, dans les derniers mois de la guerre. À la fin du conflit, il est interné par les Soviétiques, un épisode qui le marquera fortement dans sa santé. Lorsqu'il revient de captivité en 1946, il fonde et dirige la « Mission bouddhiste de Berlin » (Buddhistische Mission).

### L'Arya Maitreya Mandala

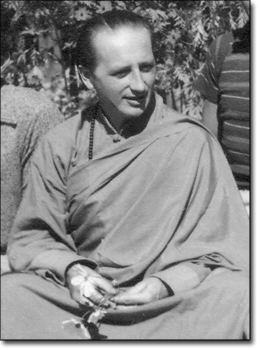
Lama Govinda vers 1940-1945.

Après une vingtaine d'années passées dans le bouddhisme theravâda, Harry Pieper découvre le courant mahāyāna. En effet, en 1951, il devient disciple de Lama Anagarika Govinda, un Allemand qui avait fondé en 1933 le mouvement Arya Maitreya Mandala, d'inspiration tibétaine. Avec Hans-Ulrich  Rieker (1920-1979) et Lionel Stützer (1901-1991), Harry Pieper fonde la branche occidentale du mouvement. Il en devient secrétaire-général.

### Le Jôdo-Shinshû en Europe
Bien qu'il ait une longue histoire en Asie et qu'il y soit très répandu, le courant du Jōdo-Shinshū est resté très longtemps inconnu en Europe. Harry Pieper est le pionnier de son introduction, étant le premier Européen à devenir bouddhiste shin.

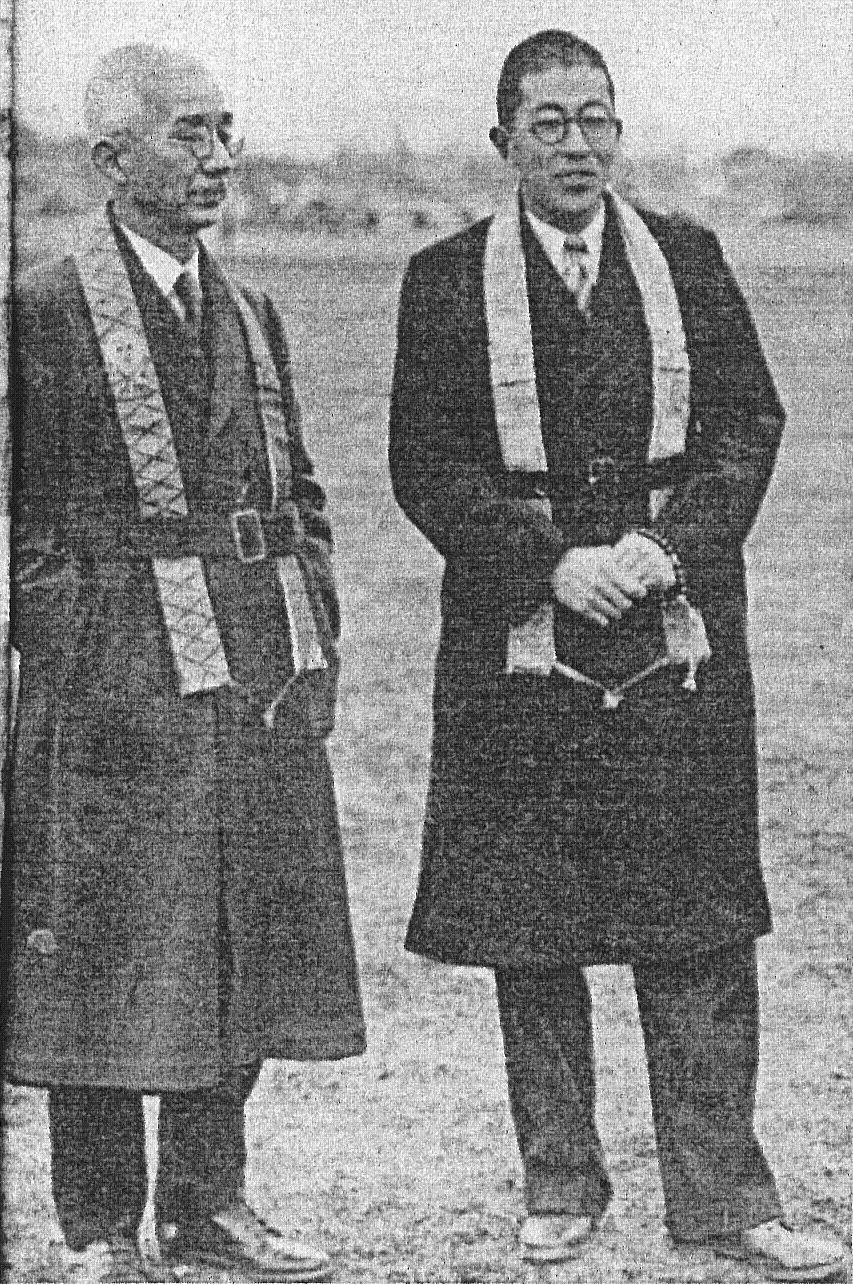
Kôshô Ôtani (à droite) en 1937.

C'est en 1954 qu'il a l'occasion de découvrir l'enseignement du Bouddha Amitâbha (jap. Amida) et la pratique du nembutsu (récitation du nom d'Amithâba). Le 16 mai de cette année-là, à l'occasion de la fête du Vesakh, il fait la connaissance du professeur de physique Osamu Yamada, un laïc membre de la Jôdo-Shinshu. Ce dernier lui fait découvrir un texte célèbre de Shinran, le Tannishô (« Notes déplorant les divergences ») qui deviendra pour Pieper le fondement de sa foi. Le 16 novembre 1954, Yamada le présente au 23e patriarche du Jōdo-Shinshū, Ōtani Kōshō lors de son passage à Berlin. La rencontre bouleverse Pieper : en 1955, il quitte l'Arya Maitreya Mandala, devient le disciple d'Ōtani Kōshō  et décide de propager le bouddhisme shin.
Le 16 janvier 1956, jour du 695e anniversaire du décès de Shinran, il fonde la première communauté Jôdo-Shinsu en Europe, à Berlin. Elle prend le nom de Buddhistische Gemeinschaft Jôdo-Shinshû (Société bouddhique du Jôdo-Shnshû). En 1961, un petit temple ouvre à Berlin,. Toutefois, cette communauté reste relativement petite et méconnue. Ses membres mènent une vie de bouddhistes laïcs, suivant en cela une caractéristique des bouddhistes shin, engagés dans une profession et absorbés par les responsabilités de la vie quotidienne.
Harry Pieper représente en Europe le Hongan-ji, grand temple de l'école à Kyōto et il est bientôt autorisé à conférer l'ordination sur le continent. Cela répond à son désir de constituer une espèce de clergé européen et de permettre ainsi à la Jôdo-Jinshû en Europe de « marcher sur ses propres pieds. »
Plusieurs centres et institutions bouddhistes européens sont ainsi dus à son inspiration et à ses efforts. Par exemple, la fondation, en 1970, du Shingyo-ji (temple de la Foi sereine) à Genève avec Jean Eracle, à qui il transmit l'ordination, et la communauté bouddhiste de Salzbourg fondée par Friedrich Fenzl (1932-2014). Il a aussi contribué à la fondation des Associations bouddhiques en Hongrie (1964), à Munich (1965), en Grande-Bretagne (1976), en Belgique.

### Vie privée
Sur le plan privé, Harry Pieper est marié, père de deux enfants, et il mène une vie très simple. Après la Seconde Guerre mondiale, il travaille essentiellement comme traducteur, en particulier pour les autorités militaires britanniques et américaines à Berlin.

## Publications

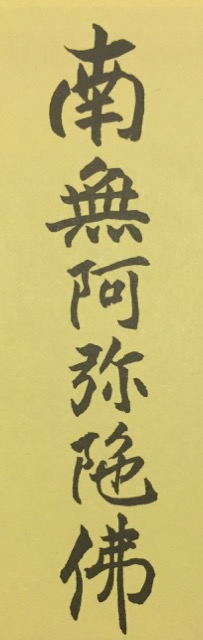
« Namu Amida Butsu »: nembutsu calligraphié par Hônen.

Harry Pieper édite dans les années 1950 la revue Light of Dharma (1951-1954), à partir de laquelle se développe la revue Der Kreis (« Le Cercle »), fondée en 1956 par Hans-Ulrich Rieker et Wilhelm A. Rink, et consacrée à l'Arya Maitreya Mandala.
À partir de 1965 et durant dix ans, il dirige la revue Mahâyâna. Il traduit plusieurs textes bouddhiques de l'anglais vers l'allemand, notamment The True Meaning of Buddhism (1957) de Ryuchi Fujii, ainsi que La foi du Jôdo Shinshû de Kôshô Ôtani (1957).

## Conception du bouddhisme
Harry Pieper met constamment l'accent sur une pratique incarnée du bouddhisme, ancrée dans l'expérience. Pour lui, le bouddhisme est une affaire du quotidien, pas de grandes paroles et résolutions. Il souligne la nécessité d'une « progression inébranlable » sur le chemin, et met en garde contre une approche purement intellectuelle du bouddhisme, qui en reste à des disputes purement cérébrales, voire académiques.
Si l'on s'établit dans la lumière d'Amida comme un « être humain ordinaire », que l'on a la ferme intention de se libérer de la souffrance, et que l'on a l'intuition que cela peut être réalisé avec l'aide du Nembutsu, alors le Shin est une voie facile qui peut être suivie par tout le monde. Elle ne demande pas de pratiques extraordinaires et mène à la paix intérieure dans la vie présente et là la réalisation de l'état de Bouddha après la mort.